# Гилленшмидт, Фёдор Григорьевич
Фёдор Григо́рьевич фон Ги́лленшмидт (швед. Fredrik Georg von Gyllenschmidt) — тульский городской голова с 1887 по 1893 гг., русский предприниматель и благотворитель, основатель Тульского патронного завода, действительный статский советник.

## Биография
Фёдор Григорьевич фон Гилленшмидт родился 13 (25) сентября 1828 года в семье потомственного дворянина Григория Вольрата фон Гилленшмидта (швед. Gregorius Vollrat von Gyllenschmidt). Г. В. фон Гилленшмидт — прямой потомок Мартина Шмидта, который 14 марта 1689 года был пожалован дворянством королём Швеции Карлом XI. При этом М. Шмидт был переименован в Гилленшмидт и введён в дворянский дом в Стокгольме.
Фёдор фон Гилленшмидт окончил Финляндский кадетский корпус и был выпущен из него прапорщиком 3 июня 1849 года с назначением в 1-ю артиллерийскую бригаду. До 1854 года служил в артиллерийских частях, в частности, в 12-м подвижном запасном артиллерийском парке и в 3-й гвардейской гренадерской артиллерийской бригаде. В 1854 году был переведён во 2-ю Лейб-гвардии артиллерийскую бригаду. С 1854 по 1855 гг. в составе бригады принял участие в Крымской войне, находясь в подвижном резерве Санкт-Петербургского отдела войск, охранявших побережье Санкт-Петербургской губернии. В 1859 году он стал управляющим Охтенской опытной фермой, принадлежащей Императорскому Вольному экономическому обществу. На территории фермы воспитанниками практического земледельческого училища, также принадлежащего Императорскому Вольному экономическому обществу, проводились работы по возделыванию всех возможных по климату полевых растений, а также испытания полевых систем и севооборотов, наиболее пригодных для северной России. Кроме этого, для обучения практическому земледелию и ремёслам, необходимым в крестьянском быту, на ферму принимались крестьянские мальчики из окрестных деревень. В мае 1860 года он был уволен в отставку и переименован в титулярные советники. И с 1860 по 1873 гг. состоял в отставке.
По окончании военной службы Ф. Г. фон Гилленшмидт поселился в своём имении в селе Плоское Грязовецкого уезда Вологодской губернии. Пребывая в имении, он посвятил себя сельскому хозяйству и достиг на этом поприще впечатляющих успехов. Создал одно из лучших сырно-молочных хозяйств губернии. Так швейцарского сыра предприятие Гилленшмидта производило намного больше любого другого владельца сырных заводов губернии — от 200 коров в 1080 пудов сыра в год на сумму 8600 рублей. Его винокуренный завод стал первым в Грязовецком уезде по годовому денежному обороту. 

Кроме этого, им была учреждена школа для скотников и скотниц, которая даже вошла в реестр сельскохозяйственных учебных заведений России. В 1868 году Фёдор фон Гилленшмидт был внесён в 6-ю часть дворянской родословной книги Вологодской губернии. 

В 1873 году он был определён на государственную службу в качестве почётного мирового судьи по Грязовецкому мировому округу и почётного смотрителя Грязовецкого уездного училища. А в сентябре 1874 года Грязовецким уездным земским собранием он был избран членом Попечительного совета женской прогимназии. Ещё дважды, в 1876 и в 1879 гг., Указом Правительствующего сената утверждался в должности почётного мирового судьи  по Грязовецкому уезду на каждое трёхлетие. Деятельность Ф. Г. фон Гилленшмидта в Вологодской губернии была высоко отмечена. Так, 26 февраля 1873 года по засвидетельствованию Министра государственных имуществ о полезных трудах на поприще сельского хозяйства он был награждён орденом Святого Владимира 4-й степени. А в январе 1881 года во внимание отличной усердной и ревностной службы почётного мирового судьи Грязовецкого уезда Ф. Г. фон Гилленшмидту был пожалован орден Святого Станислава 2-й степени.
В 1879 году Фёдор фон Гилленшмидт переехал в Тулу. Переезд был обусловлен подготовкой к строительству в этом городе первого в России частного патронного завода, которое началось в 1880 году. Кроме этого, Ф. Г. фон Гилленшмидт продолжил свою деятельность на государственной службе. Указом Правительствующего Сената в 1882 году Фёдор фон Гилленшмидт был утверждён почётным мировым судьёй Тульского мирового округа и избирался на эту должность каждое последующее трёхлетие в течение почти 20 лет, вплоть до 1901 года. В означенный период состоял гласным Тульской городской Думы, вплоть до 1902 года. В 1885 году он был внесён в дворянскую родословную книгу Тульской губернии. В 1887 году Тульской городской Думой он был избран на пост городского головы. К этому времени он уже состоял членом Тульского губернского попечительства детских приютов и при вступлении в должность городского головы пожертвовал единовременно 3000 рублей на предмет учреждения 3-х именных стипендий тульского городского головы на содержание детей в Тульском Николаевском детском приюте. Кроме этого он взял на себя обязательство ежегодно вносить во всё время служения в должности тульского городского головы единовременно по 1000 рублей для усиления материальных средств тульских детских приютов. Ф. Г. фон Гилленшмидт баллотировался на пост Тульского городского головы ещё и в 1901 г. Он одержал победу в первом туре голосования по запискам среди гласных городской Думы. Перед вторым туром голосования снял свою кандидатуру с выборов.
Ф. Г. фон Гилленшмидт скончался 18 ноября (1 декабря) 1902 года в Санкт-Петербурге: 

«Фон Гилленшмидт Фридрих-Георгий Действительный Статский Советник скончался от мозгового удара. По свидетельству от причта церкви Св. Анны и по медицинскому свидетельству.»
— Центральный государственный исторический архив Санкт-Петербурга. Фонд № 639 «Кладбище Петроградского Воскресенского женского монастыря („Кладбище Новодевичьего женского монастыря“)», опись № 1, дело № 2 «Алфавит погребённых на Новодевичьем кладбище. 1886―1903», лист № 210 об.
Упомянутая в «Алфавите» церковь Святой Анны — это евангелическо-лютеранская церковь Санкт-Петербурга, прихожанином которой он был. Ф. Г. фон Гилленшмидт был похорен на кладбище Новодевичьего монастыря Санкт-Петербурга.

### Основание Тульского патронного завода
Основание в Туле патронного завода стало большим вкладом Ф. Г. фон Гилленшмидта в укрепление обороноспособности страны. Основная продукция завода — производство боеприпасов к стрелковому оружию и гильз для артиллерийских снарядов. Устройство медно-литейного и латунно-прокатного цехов позволили заводу отказаться от услуг поставщиков латуни и перейти на полный замкнутый цикл производства боеприпасов. Ф. Г. фон Гилленшмидту было Высочайше разрешено изготавливать на патронном заводе металлические патроны к охотничьим ружьям по частным заказам. Чуть позже, в 1888 г., им будет основан «Торговый дом Ф. Г. фон Гилленшмидта, Г. И. Стандершельда и К. С. Шекаразина». Продукция торгового дома, в частности металлические изделия, была удостоена права изображения государственного герба на Всероссийской выставке товаров 1896 года. Его детище, патронный завод, в 1898 был преобразован в акционерное общество под названием «Тульские меднопрокатные и патронные заводы». Кроме нарядов военного министерства, завод исполнял заказы морского ведомства, различных торговых фирм, а также заказы болгарского и сербского правительств. 25 июня 1889 года за заслуги по артиллерийскому ведомству фон Гилленшмидту был пожалован орден Святой Анны 2-й степени. Кроме этого он был пожалован болгарским орденом Святого Александра 3-й степени и сербским орденом Такова 3-й степени. Размещение патронного завода в Туле для самого́ города стало крайне выгодно. Вот как охарактеризовал значение этого события для города тульский городской голова Николай Павлович Волков на очередном заседании Тульской городской Думы, состоявшемся после смерти фон Гилленшмидта 28 ноября 1902 года:

«Патронный завод, устроенный по инициативе Фёдора Григорьевича, немалую пользу принёс населению Заре́чья и Чулко́вской слободы́ и таким образом заслуги покойного оставляют в памяти граждан города Тулы наилучшие чувства признательности и благодарности.»
— Государственный архив Тульской области (ГАТО). Фонд № 174 «Тульская городская управа», опись дел постоянного хранения № 2, дело № 2434 «Об учреждении стипендии имени Фёдора Григорьевича фон Гилленшмидта на содержание одной ученицы во 2-й женской гимназии».
Предпринимательская деятельность фон Гилленшмидта не ограничилась только лишь сельским хозяйством и патронным заводом. Он был соучредителем ряда крупных промышленных предприятий и различных товариществ: Центрального российского товарищества земледельческих машин, Русского акционерного общества доменных печей, Страхового общества «Россиянин», Русского товарищества пивомёдоварения и сахарного завода.

## Семья
Отец Фёдора фон Гилленшмидта — отставной капитан русской императорской армии, по увольнению от военной службы к статским делам переименованный в титулярные советники, Григорий Вольрат фон Гилленшмидт (швед. Gregorius Vollrat von Gyllenschmidt). В 1814 году Григорий фон Гилленшмидт женился на Елене Луизе фон Миллер (швед. Helena Lovisa von Miiller). В этом браке родилось семеро детей. Сам же Фёдор фон Гилленшмидт женился на дочери отставного штабс-капитана Анне Александровне Сапоговой в 1862 году. В этом браке родилось четверо детей: Юлия (род. 1863 г.), Александр (род. 1867 г.), Ольга (род. 1869 г.), Яков (род. 1870 г.). 

Александр и Яков фон Гилленшмидты, окончив Пажеский корпус, впоследствии свяжут свою жизнь с русской императорской армией. Оба достигнут чина генерал-лейтенанта и удостоятся за военные заслуги георгиевских наград: Яков ордена Святого Георгия 4-й степени и золотого оружия «За храбрость» в Русско-японскую войну, Александр — Георгиевского оружия на фронтах Первой мировой войны. 
 
Кроме этого, Фёдор Григорьевич фон Гилленшмидт является родным племянником Якова Яковлевича фон Гилленшмидта — генерала от артиллерии, инспектора артиллерии русской армии, участника русско-турецких и Кавказских войн.

## Заслуги на посту городского головы
Деятельность Фёдора Григорьева фон Гилленшмидта на посту тульского городского головы и его заслуги были высоко отмечены и чётко сформулированы Тульской городской Думой в адресе, преподнесённом ему в апреле 1893 года по случаю десятилетия его полезной службы городу и грядущего сложения им своих полномочий, которое состоялось в июле того же года:
- Устройство образцовых свалок
- Открытие ночлежного приюта
- Открытие дешёвой народной столовой
- Постройка городской скотобойни
- Решение вопроса о строительстве водопровода, при котором была найдена и вода, и средства на строительство и выгодный подрядчик. При этом в адресе особенно подчёркивалось, что решение «давняго-насущнаго» вопроса о водопроводе является самой большой его заслугой

Указанный адрес был опубликован в неофициальной части газеты «Тульские губернские ведомости» от 10 апреля 1893 года.

## Производство в чинах
- Прапорщик армейский, 3 июня 1849 г.
- Подпоручик армейский, 2 сентября 1853 г.
- Прапорщик гвардии, 26 августа 1854 г.
- Подпоручик гвардии, 30 августа 1859 г.
- Поручик гвардии, 29 апреля 1860 г.
- Титулярный советник, 27 мая 1860 г.
- Коллежский асессор, 10 ноября 1876 г.
- Надворный советник, 5 февраля 1881 г.
- Коллежский советник, 21 апреля 1886 г.
- Статский советник, 25 апреля 1889 г.
- Действительный статский советник, 5 апреля 1892 г.[5]

## Награды
Ф. Г. фон Гилленшмидт был удостоен следующих наград:
- Орден Святого Станислава 3-й ст., 16 августа 1857 г. — за отлично усердную и ревностную службу
- Орден Святого Владимира 4-й ст., 26 февраля 1873 г. — за полезные труды на поприще сельского хозяйства
- Орден Святого Станислава 2-й ст., 1 января 1881 г. — во внимание отличной усердной и ревностной службы почётного мирового судьи Грязовецкого уезда
- Орден Святого Александра 3-й ст. (Болгария), 14 июля 1883 г.
- Орден Святой Анны 2-й ст., 25 июня 1889 г. — за заслуги по артиллерийскому ведомству
- Орден Таковского креста 3-й ст., 16 февраля 1893 г.
- Орден Святого Владимира 3-й ст., 1895 г.[22]
- Орден Святого Станислава 1-й ст., 1899 г.
- Медаль «В память войны 1853—1856»
- Медаль «В память царствования Императора Николая I»
- Медаль «В память царствования императора Александра III»

## Память

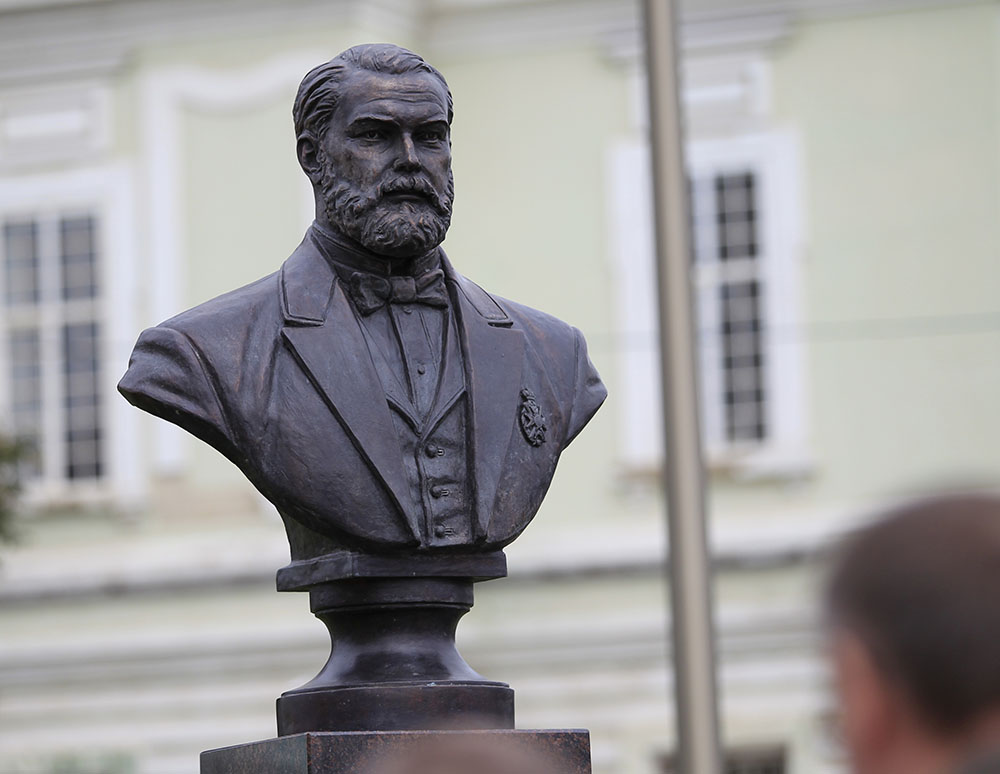
Бюст Фёдора Гилленшмидта на Аллее Славы знаменитых оружейников города Тулы

- Сразу после смерти Ф. Г. фон Гилленшмидта 8 (21) ноября 1902 года на очередном заседании Тульской городской Думы, состоявшимся 28 ноября 1902 года тульским городским головой Н. П. Волковым было предложено следующее:

«Гласные Думы почтили память Фёдора Григорьевича вставанием съ своих мест. За сим Городской Голова предложил Думе: не найдёт-ли она необходимым оставить память о Фёдоре Григорьевиче, установив в зале думских собраний его портрет и учредить стипендию его имени въ 2-й женской гимназии для бедной девицы.»
— Государственный архив Тульской области (ГАТО). Фонд № 174 «Тульская городская управа», опись дел постоянного хранения № 2, дело № 2434 «Об учреждении стипендии имени Фёдора Григорьевича фон Гилленшмидта на содержание одной ученицы во 2-й женской гимназии»
Определением Тульской городской Думы на следующем заседании, состоявшимся 23 января 1903 года было принято единогласное решение, — согласиться с постановлением предыдущего заседания Думы от 28 ноября 1902 года, установить портрет Ф. Г. фон Гилленшмидта в зале думских заседаний и учредить стипендию его имени.
- В сентябре 2016 года на Аллее Славы знаменитых оружейников города Тулы возле здания-шлема Тульского государственного музея оружия был установлен бронзовый бюст Ф. Г. фон Гилленшмидта как основателю Тульского патронного завода[23].

## Недостоверные сведения о Ф. Г. фон Гилленшмидте
В книге «Тульские градоначальники» и некоторых Интернет-публикациях, основанных на этом издании, приводятся ошибочные данные о месте рождения Ф. Г. фон Гилленшмидта (Лифляндия вместо Финляндии), о производстве в чинах (действительный тайный советник вместо действительного статского советника), об отсутствии у него наград (хотя он был удостоен 8-ми орденов [среди которых два иностранных] и 3-х медалей), о дате смерти (октябрь 1903 года вместо 18 ноября 1902 года). Эти данные опровергаются приведёнными выше сведениями из метрических книг церкви Святой Анны Санкт-Петербурга, формулярных списков о службе и достоинстве тульского городского головы Ф. Г. фон Гилленшмидта, «Списками гражданским чинам IV класса по старшинству за 1900 год», а также траурным некрологом, размещённым в газете «Тульские губернские ведомости» от 26 ноября 1902 года № 247 стр. 2.